# NG-9000C
Die Schiffsklasse NG-9000C bezeichnet eine Klasse von Errichterschiffen, die vom niederländischen Unternehmen GustoMSC entwickelt wurde.
Die Klasse besteht aus vier Schiffen, von denen zwei zwischen 2010 und 2013 von Lamprell Energy in Dubai, Vereinigte Arabische Emirate, für Fred. Olsen Windcarrier sowie zwei weitere zwischen 2011 und 2014 von COSCO (Nantong) Shipyard, China, für A2SEA gebaut wurden.

## Technische Daten und Ausstattung
Die Bold Tern als erstes Schiff der Serie ist 131,73 m lang und 39 m breit. Die Seitenhöhe beträgt 9 m, der Tiefgang 5,8 m. Das Schiff ist mit 15.328 BRZ vermessen. Während die Brave Tern baugleich ist, unterscheiden sich die Sea Installer und die Sea Challenger geringfügig in Abmessungen und Ausstattung.
Die Decksaufbauten befinden sich im vorderen Bereich der Schiffe. Über dem Deckshaus ist ein Hubschrauberdeck mit 22 m Durchmesser installiert, das bis zu 12,8 t tragen kann. Lediglich die Sea Challenger als viertes Schiff der Serie verfügt über kein Hubschrauberdeck.
Die Aufbauten der beiden Schiffe von Fred. Olsen Windcarrier bieten in 56 Kabinen Platz für 80 Personen, die beiden Schiffe von A2SEA bieten Platz für 60 Personen. Hinter den Decksaufbauten befindet sich ein offenes Arbeitsdeck. Hier stehen rund 3.200 m² zur Verfügung. Das Deck kann mit 5 bis 10 t/m² belastet werden. Die maximale Zuladung beträgt rund 6.500 t.
Die Schiffe sind mit vier zylindrischen Beinen mit 4,5 m Durchmesser und 81,5 m Länge ausgestattet (die tatsächlichen Beinlängen unterscheiden sich bei den gebauten Schiffen geringfügig: bei den Schiffen von Fred. Olsen Windcarrier sind sie 78,4 m, bei den Schiffen von A2SEA rund 83 m lang). Die Schiffe können durch diese hydraulisch mit 0,4 bis 0,6 m/s angehoben werden. Sie können in bis zu 45 m tiefem Wasser eingesetzt werden. Die Hubbeine haben ein Hebekraft von 5.300 t.
Die Schiffe sind mit einem Hauptkran sowie mehreren weiteren Hebewerkzeugen ausgestattet. Der Hauptkran befindet sich auf der Backbordseite am Heck der Schiffe und ist so um das Hubbein dort angeordnet, dass er um 360° gedreht werden kann. Der Kran hat eine Höhe von 102 m über Deck. Bei den Schiffen von Fred. Olsen Windcarriers beträgt die Hebekapazität des Hauptkrans 800 t bei 24 m Ausladung. Als weitere Hebewerkzeuge stehen zwei Krane mit 20 t Hebekapazität bei 27 m Ausladung zur Verfügung. Die Schiffe von A2SEA sind mit einem Hauptkran mit 900 t Hebekapazität sowie fünf weiteren Kranen mit jeweils 20 t Kapazität ausgerüstet.

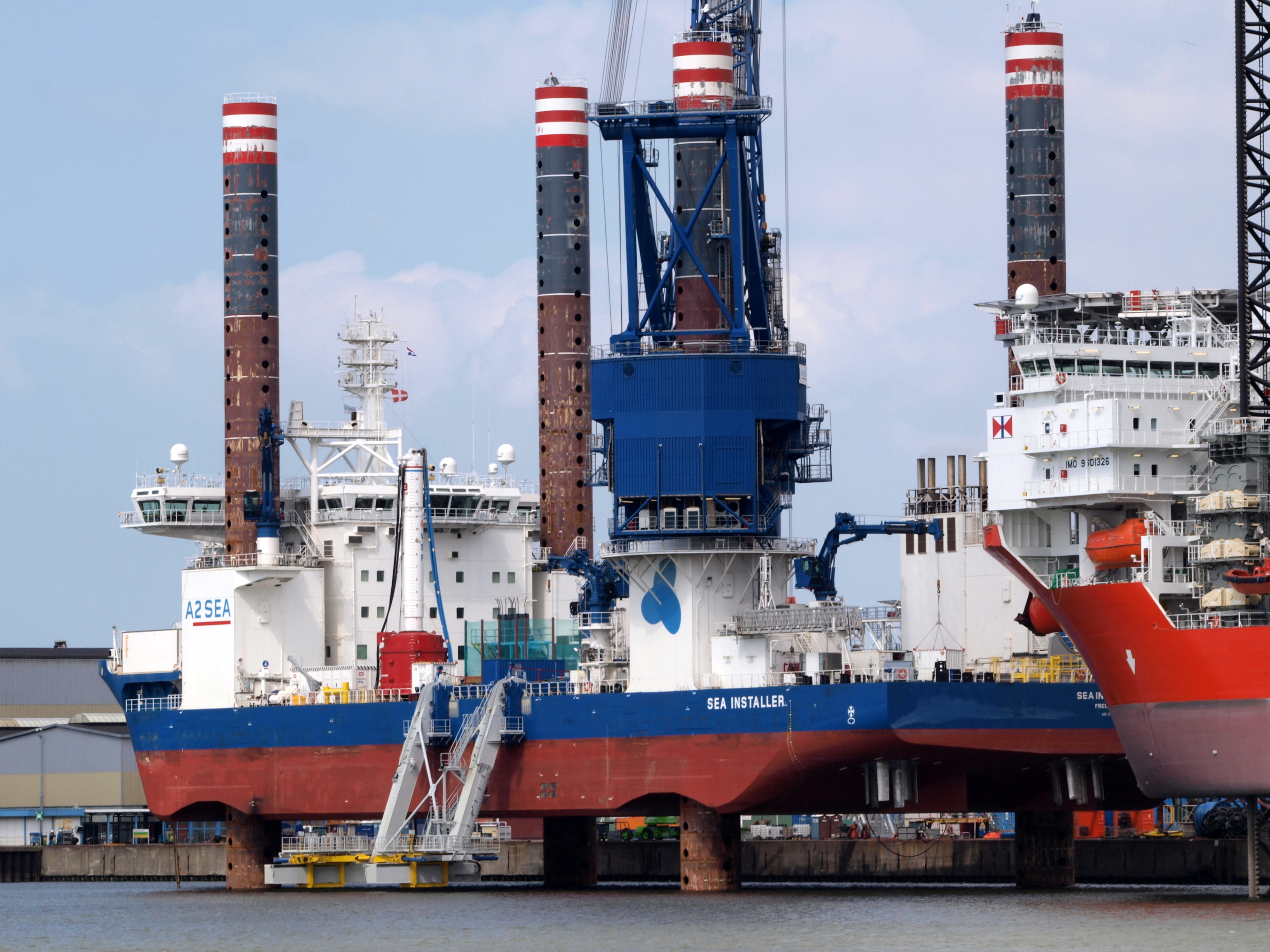
Sea Installer mit Voith-Schneider-Antrieb am Heck.

Der Antrieb der Schiffe erfolgt dieselelektrisch. Für die Stromerzeugung stehen mehrere Dieselgeneratorsätze zur Verfügung. Die Schiffe von Fred. Olsen Windcarrier sind mit vier Generatoren von Wärtsilä ausgestattet: ein Generator vom Typ 12V32 mit 5760 kW, zwei Generatoren vom Typ 9L32 mit 4230 kW und ein Generator vom Typ 6L32 mit 2880 kW Leistung. Außerdem ist ein Dieselgenerator von Caterpillar mit 1400 kW Leistung für den Not- bzw. Hafenbetrieb installiert. Die Schiffe von A2SEA sind mit sechs Caterpillar-Generatoren des Typs 9M25 mit jeweils 3.020 kW Leistung ausgestattet. Hier ist ein Generator von Cummins des Typs KTA38-D(M) für den Not- bzw. Hafenbetrieb installiert.
Für die Propulsion sind die Schiffe mit drei Voith-Schneider-Propellern mit 3.800 kW Leistung am Heck ausgestattet, die jeweils von einem Elektromotor angetrieben werden. Darüber hinaus sind die Schiffe mit drei Querstrahlsteueranlagen im Bug ausgestattet. Die Schiffe erreichen eine Geschwindigkeit von 12 kn und erfüllen die Anforderungen zur dynamischen Positionierung nach DP 2.

## Die Schiffe
| Bauname        | Bauwerft Baunummer            | IMO-Nummer | Kiellegung Stapellauf Fertigstellung               | Auftraggeber            |
| -------------- | ----------------------------- | ---------- | -------------------------------------------------- | ----------------------- |
| Brave Tern     | Lamprell Energy LEL/10/001    | 9583782    | 15. August 2010 9. Februar 2012 27. September 2012 | Fred. Olsen Windcarrier |
| Bold Tern      | Lamprell Energy LEL/10/002    | 9583794    | 26. Februar 2011 5. Dezember 2012 14. Februar 2013 | Fred. Olsen Windcarrier |
| Sea Installer  | COSCO (Nantong) Shipyard N370 | 9646481    | 28. Mai 2011 23. März 2012 19. Oktober 2012        | A2SEA                   |
| Sea Challenger | COSCO (Nantong) Shipyard N488 | 9658290    | 28. November 2012 3. Juli 2013 22. März 2014       | A2SEA                   |